# Emil Flatz
Emil Flatz (* 9. April 1889 in Neufelden; † 21. Mai 1989 in Bergisch Gladbach-Sand) war ein österreichischer Maschinenbauingenieur und Industriemanager. Als Experte für den Dieselmotor war er langjähriges Vorstandsmitglied der Klöckner-Humboldt-Deutz AG.

## Leben
Emil Flatz studierte nach Schulbesuchen in Linz und Steyr Maschinenbau an der Technischen Hochschule (TH) Wien und schloss sein Diplomstudium mit Auszeichnung ab. 1912 begann er seine berufliche Laufbahn bei der Grazer Waggon- & Maschinen-Fabriks-Aktiengesellschaft. 1922, während seiner Zeit in Graz, promovierte er an der TH Wien zum Doktor der technischen Wissenschaften. Im Jahr 1927 trat er als Oberingenieur bei Klöckner-Humboldt-Deutz (KHD) ein. Im Jahr 1931 übernahm er die Verantwortung für Konstruktion und Entwicklung im Motoren-, Schlepper- und Lokomotivbau. 1934 wurde er technisches Vorstandsmitglied bei KHD. Der Erwerb von Magirus durch KHD im Jahr 1936, sodass das Unternehmen komplette Fahrzeuge auf den Markt bringen konnte, beruhte auf seiner Initiative. Nach Erreichen seines 70. Geburtstags beendete er im Jahr 1959 seine Vorstandstätigkeit.
Flatz’ fachlicher Schwerpunkt lag im Bereich der Dieselmotoren, insbesondere der Zweitakt-Dieselmotoren. Er war im Zweiten Weltkrieg maßgeblich am Bau luftgekühlter Dieselmotoren beteiligt und gilt als „Vater der Luftkühlung bei Deutz“. Die Großserienfertigung von luftgekühlten Dieselmotoren bei KHD basierte auf einem von ihm eingeführten Verfahren. Mindestens sechs anerkannte Patente gehen auf die Forschungen von Flatz zurück. Anlässlich des 70. Geburtstags von Flatz würdigte Anton Pischinger dessen Einfluss auf den „Motorenbau und die einschlägige Wissenschaft“.
Emil Flatz war Mitglied (Mitgliedsnummer 20065) des Vereins Deutscher Ingenieure (VDI) und in diesem ehrenamtlich aktiv. Von 1947 bis 1955 gehörte er dem Wissenschaftlichen Beirat des VDI an.

## Ehrungen
- 1937: Ehrendoktor der Technischen Hochschule Graz[12]
- 1955: Ehrendoktor der Technischen Hochschule Aachen[12][13]
- 1958: Grashof-Denkmünze des VDI[2][5][9]